# 白龙尾特区
白龙尾特区（越南语：／）是越南海防市下辖的一个特区，位于白龙尾岛。

## 地理
白龙尾特区位于北部湾白龙尾岛。

## 历史
1955年7月，中国人民解放军登陆白龙尾岛，消灭岛上的中华民国部队，并设立基层政权管理该岛。
1957年1月16日，中华人民共和国将白龙尾岛移交给越南民主共和国。当时岛上有135户家庭，共518人。同日，越南总理签署49/TTg号决定，白龙尾岛设立社级行政单位，直接隶属海防市管辖。
1965年，随着美国对北越的轰炸愈演愈烈，白龙尾岛居民全部撤往大陆，从此直至1992年，白龙尾岛只有越南军队驻守，没有常住居民。
1992年12月9日，越南政府通过15/NĐ/CP号决定，白龙尾岛设立白龙尾县，隶属海防市管辖。
1993年2月26日，海防市组织一批白龙尾岛原居民和青年志愿者返回白龙尾岛举行活动。
2025年，白龙尾县撤销，改制为與坊、社同级别的白龙尾特區。